# Moxonidine
La moxonidine est un antihypertenseur d'action centrale de nouvelle génération. Il peut avoir un rôle quand les autres antihypertenseurs comme les diurétiques thiadiziques, les bêta-bloquants, les inhibiteurs de l'enzyme de conversion ou les inhibiteurs calciques se sont montrés inefficaces. Il est connu sous le nom de marque de Physiotens.

## Mécanisme d'action
La moxonidine est un agoniste sélectif au récepteur d'imidazoline (I1). La moxonidine provoque une diminution de l'activité du système nerveux sympathique, et par conséquent, une baisse de la pression artérielle.
Par rapport aux anciens antihypertenseurs d'action centrale, la moxonidine se lie avec une plus grande affinité pour les récepteurs d'imidazoline I1 que pour les récepteurs α2. En revanche, la clonidine se lie aux deux récepteurs avec la même affinité.